# Athetis rectilinea
Athetis rectilinea är en fjärilsart som beskrevs av George Francis Hampson 1910. Athetis rectilinea ingår i släktet Athetis och familjen nattflyn. Inga underarter finns listade i Catalogue of Life.